# Mode portrait

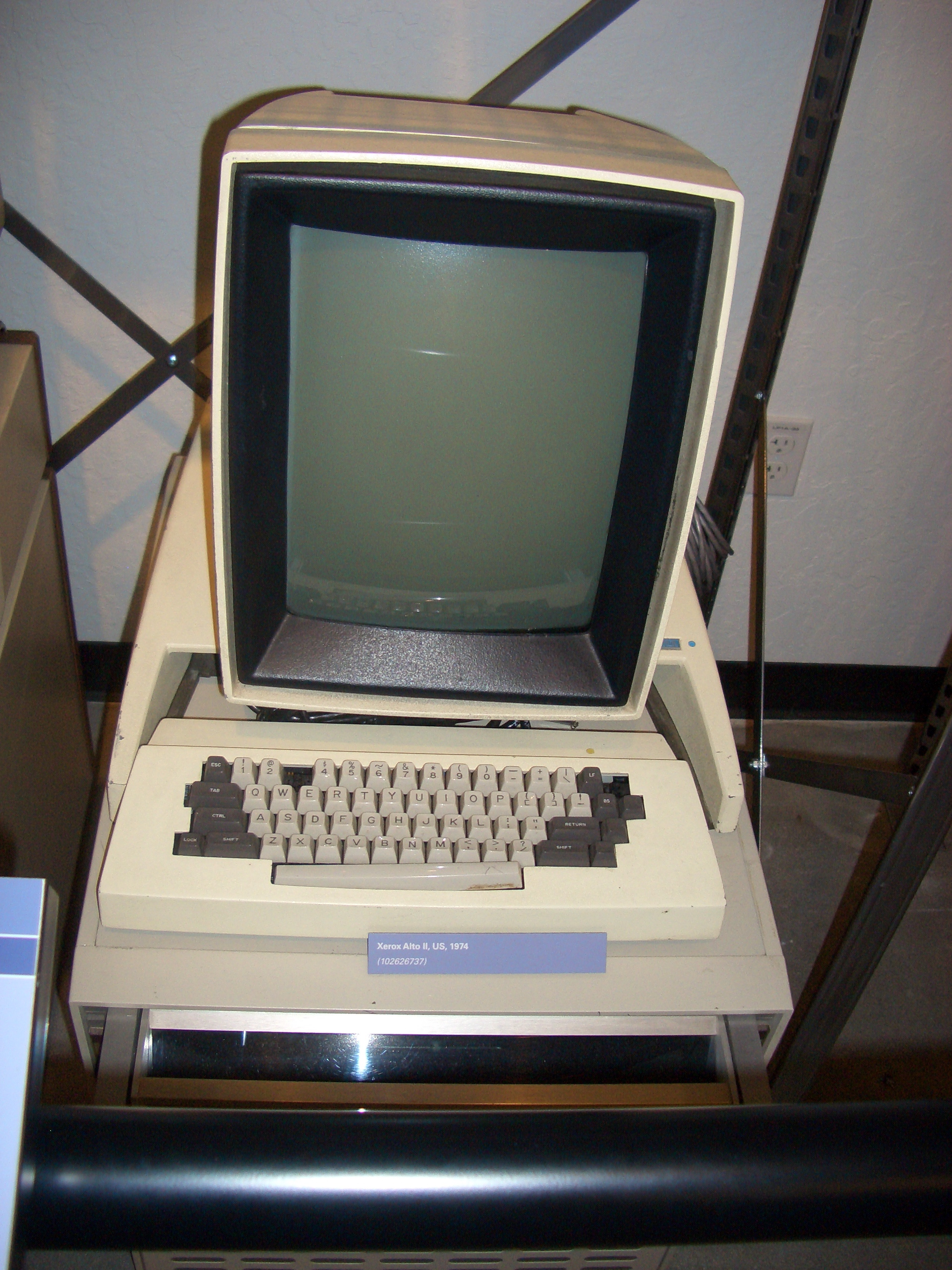
L'écran du Xerox Alto en mode portrait

Le mode portrait est une expression du monde de l'informatique pour indiquer que la surface d'affichage est dans le sens de la hauteur. En effet, la plupart des surfaces d'affichage (écran, feuille de papier...) sont rectangulaires. On pourrait donc les utiliser dans le sens de la hauteur ou dans le sens de la largeur.
À l'opposé, l'utilisation de la surface dans le sens de la largeur est appelé mode paysage. Les Xerox Alto utilisaient des écrans en mode portrait.
En impression, les modes portrait et paysage sont nommés format à la française et format à l'italienne (voir l'article « reliure »).
Les écrans sont souvent utilisés dans le sens de la largeur. Les tablettes tactiles ou les téléphones basculent en général leur mode d'affichage, soit sur demande de l'utilisateur, soit automatiquement grâce à un détecteur de gravité. Cette fonction permet d'optimiser l'utilisation de la surface d'affichage. Si ce que l'on souhaite afficher est plus large que haut, on utilisera le mode paysage, et vice-versa. De nombreux écrans et logiciels permettent l'usage du mode pivot.